# 마이클 윌리엄 발프

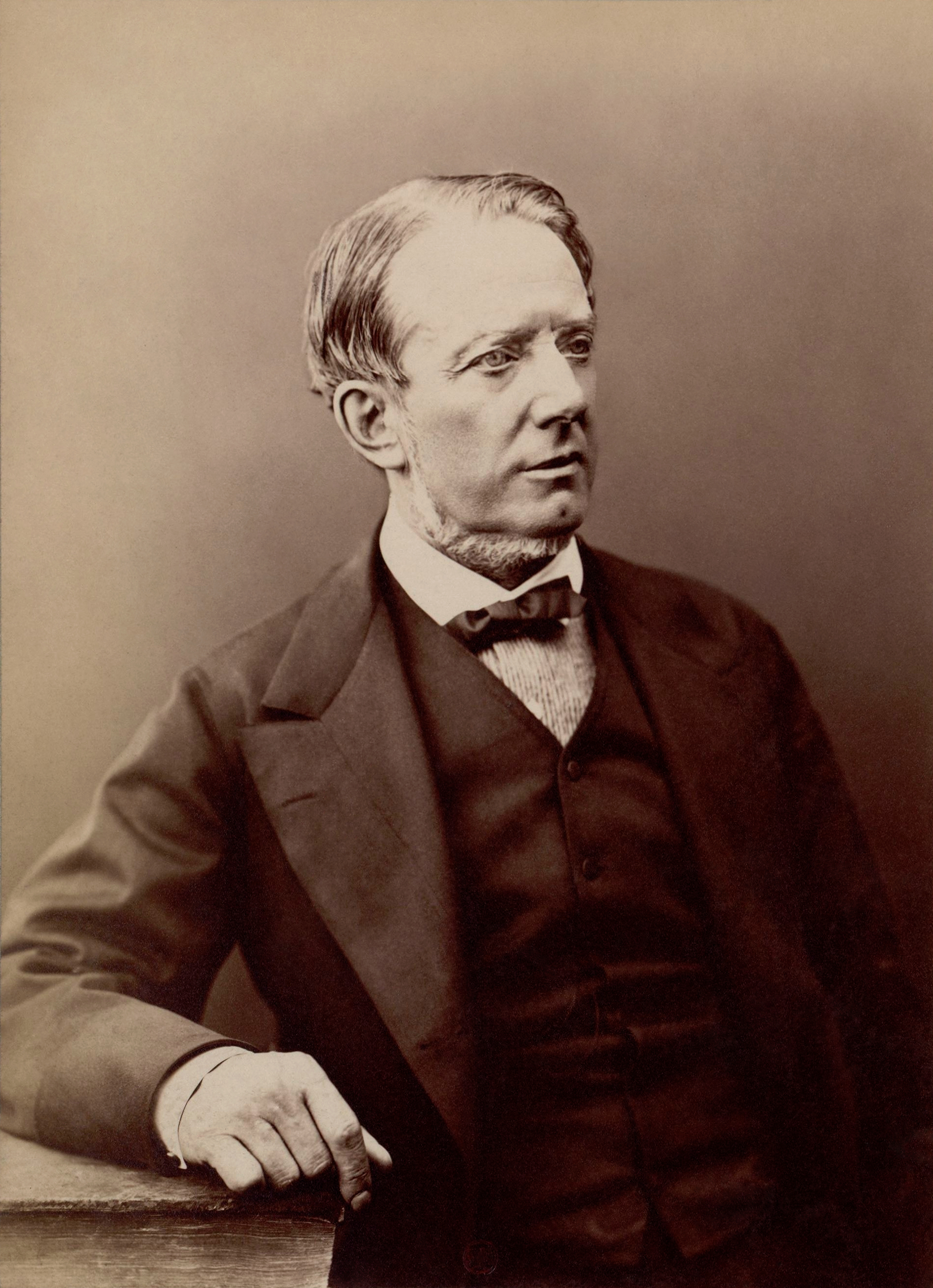
나다르가 촬영한 발페

마이클 윌리엄 발프(Michael William Balfe, 1808년 5월 15일 – 1870년 10월 20일)는 아일랜드의 작곡가로 오페라, 특히 보헤미아 소녀로 가장 잘 알려져 있다.
바이올린 연주자로 짧은 경력을 쌓은 후 발페는 오페라 가수 경력을 쌓는 동시에 작곡을 시작했다. 40년 이상에 걸친 경력 동안 그는 적어도 29편의 오페라, 거의 250곡의 노래, 여러 칸타타 및 기타 작품을 작곡했다. 그는 또한 저명한 지휘자였으며, 다른 지휘직 외에도 7년 동안 폐하의 극장에서 이탈리아 오페라를 지휘했다.

## 전기

### 초기 생애 및 경력

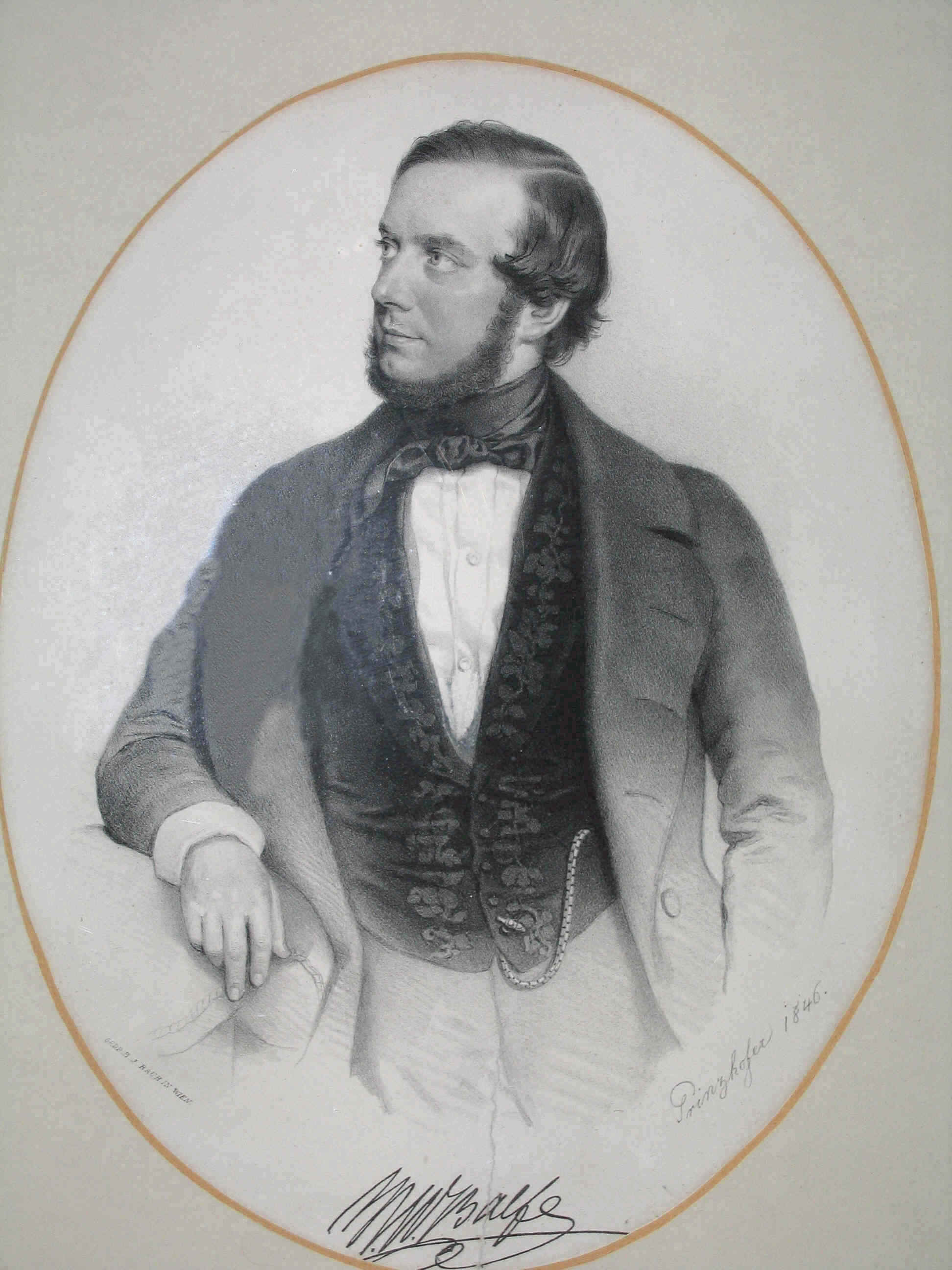
1846년의 발페

발페는 더블린에서 태어나 피트 스트리트에서 자랐으며, 이 거리는 1917년 그의 명예를 기려 발페 스트리트로 이름이 변경되었다. 그의 음악적 재능은 어린 나이에 두드러졌으며, 그는 댄스 강사이자 바이올린 연주자였던 아버지와 작곡가 윌리엄 로크로부터 지도를 받았다. 발페의 가족은 그가 어렸을 때 웩스퍼드로 이사했다. 1814년에서 1815년 사이에 발페는 아버지의 댄스 수업에서 바이올린을 연주했으며, 7세에 폴라카를 작곡했다.
1817년, 그는 바이올린 연주자로 대중 앞에 나타났고, 이 해에 발라드 (문학)를 작곡했는데, 처음에는 "젊은 패니"라고 불렸다가 나중에 마담 베스트리스가 폴 프라이에서 불렀을 때 "연인의 실수"라고 불렸다. 1823년, 아버지의 죽음 이후, 십대 발페는 런던으로 이주하여 드루리 레인 왕립극장 오케스트라의 바이올린 연주자로 고용되었다. 그는 결국 그 오케스트라의 악장이 되었다. 그곳에서 그는 1824년부터 윈저성 세인트 조지 예배당에서 찰스 에드워드 혼에게 바이올린을, 오르간 연주자 찰스 프레더릭 혼에게 작곡을 배웠다.
여전히 바이올린을 연주하면서 발페는 오페라 가수로서의 경력을 추구했다. 그는 노리치에서 카를 마리아 폰 베버의 《마탄의 사수》로 성공적이지 못한 데뷔를 했다. 1825년, 그의 부유한 후원자 마자라 백작은 그를 로마로 데려가 성악 및 음악 공부를 시켰고 그를 루이지 케루비니에게 소개했다. 발페는 또한 작곡을 추구했다. 이탈리아에서 그는 그의 첫 드라마틱한 작품인 발레 《라 페루즈》를 썼다. 그는 로시니의 후원을 받았고, 1827년 말 파리 이탈리아 오페라에서 《세비야의 이발사》의 피가로 역으로 출연했다.
발페는 곧 이탈리아로 돌아왔고, 그곳에서 다음 8년 동안 노래를 부르고 여러 오페라를 작곡했다. 이 시기에 파리 국립 오페라에서 노래를 부르던 중 마리아 말리브란을 만났다. 1829년 볼로냐에서 발페는 당시 18세였던 소프라노 줄리아 그리지를 위해 그의 첫 칸타타를 작곡했다. 그녀는 테너 프란체스코 페드라치와 함께 이 곡을 성공적으로 연주했다. 발페는 1829년에서 1830년의 카니발 시즌에 팔레르모에서 그의 첫 완전한 오페라 《이 라이벌리 디 세 스테시》를 발표했다.
스위스 루가노에서, 1831년경, 그는 베르가모에서 만났던 오스트리아계 헝가리 태생의 가수 리나 로저(1806~1888)와 결혼했다. 부부는 두 아들과 두 딸을 두었다. 그들의 막내아들 에드워드는 유아기에 사망했다. 장남 마이클 윌리엄 주니어는 1915년에 사망했다. 그들의 딸들은 루이사(1832~1869)와 빅투아르였다. 발페는 파비아에서 또 다른 오페라 《젤로시에게 주는 경고》를, 그리고 밀라노에서 《엔리코 콰르토》를 작곡했다. 밀라노에서 그는 1834년 스칼라 극장에서 말리브란과 함께 로시니의 《오텔로》에 출연하기로 계약했다. 자신의 음악을 삽입하여 자코모 마이어베어의 오페라 《이집트의 십자군》을 "개선"하려던 인기 없는 시도는 발페로 하여금 베네치아의 라 페니체 극장에서의 계약을 파기하게 만들었다.

### 작곡 성공

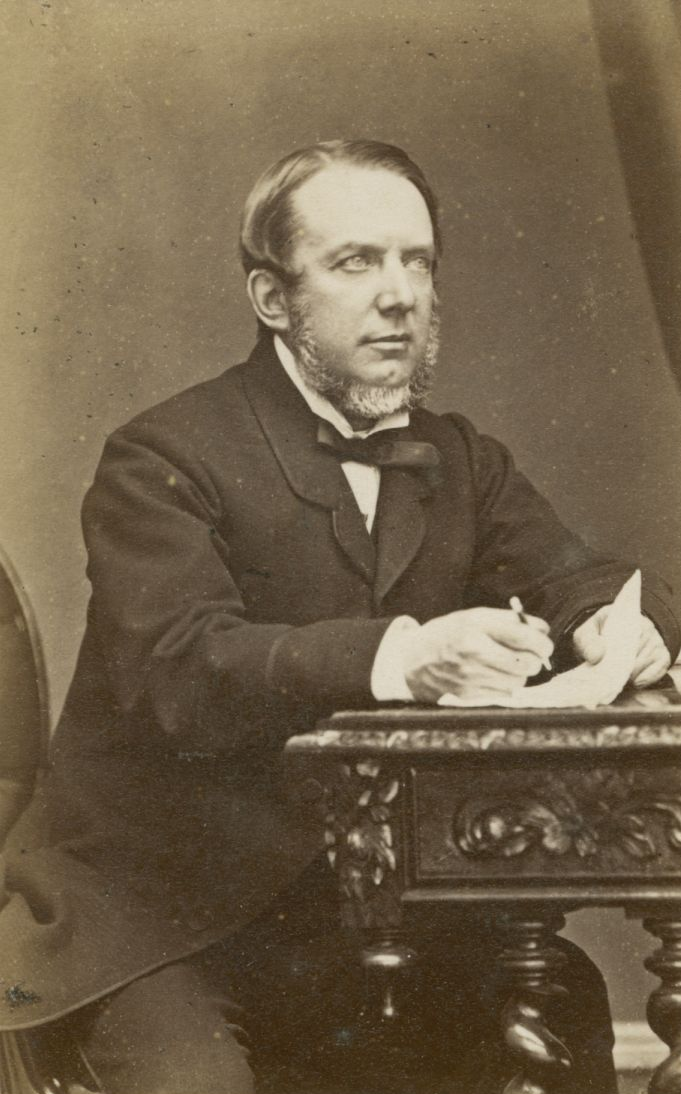
런던의 발페

발페는 1835년 5월 아내와 어린 딸과 함께 런던으로 돌아왔다. 그의 첫 성공은 몇 달 후 1835년 10월 29일 드루리 레인에서 《로셸 공성전》이 초연되면서 이루어졌다. 성공에 고무되어 1836년에는 《아르투아의 하녀》를 발표했으며, 이어서 더 많은 영어 오페라를 작곡했다.
1838년 7월, 발페는 윈저의 즐거운 아낙네들을 바탕으로 이탈리아 오페라 하우스를 위해 새로운 오페라 《팔스타프》를 작곡했는데, 이 오페라는 S. 만프레도 마기오네가 이탈리아어로 대본을 썼다. 이 작품에는 그의 친구들인 루이지 라블라슈(베이스)가 타이틀 롤로, 줄리아 그리지(소프라노), 조반니 바티스타 루비니(테너), 안토니오 탐부리니(바리톤)가 출연했다. 이 네 명의 가수들은 1835년 파리 이탈리아 오페라에서 벨리니의 《청교도》를 초연한 바 있다.
1841년, 발페는 라이시움 극장에 국립 오페라단을 설립했으나 이 사업은 실패했다. 같은 해, 그는 오페라 《케오란테》를 초연했다. 그 후 파리로 이주하여 1843년 초에 《사랑의 우물》 (1843)을 발표했으며, 이어서 레 카트르 피스 에몽을 바탕으로 한 오페라 (1844)를 오페라 코미크에서 (독일어권 국가에서도 오랫동안 《디 피어 하이몬스키인더》로 인기 있었다) 발표했고, 오페라를 위해 《세비야의 별》 (1845)을 발표했다. 이 작품들의 대본은 외젠 스크리브 등이 썼다. 한편, 1843년 발페는 런던으로 돌아와 1843년 11월 27일 드루리 레인 왕립극장에서 그의 가장 성공적인 작품인 보헤미아 소녀를 발표했다. 이 작품은 100회 이상 공연되었으며, 곧 뉴욕, 더블린, 필라델피아, 빈(독일어), 시드니, 그리고 유럽 전역과 다른 곳에서도 제작되었다. 1854년에는 《라 징가라》라는 이탈리아어 각색판이 트리에스테에서 큰 성공을 거두었으며, 이 작품 또한 이탈리아어와 독일어로 국제적으로 공연되었다. 1862년에는 《라 보헤미엔》이라는 4막 프랑스어 버전이 프랑스에서 제작되어 역시 성공을 거두었다.

### 말년
1846년부터 1852년까지 발페는 폐하의 극장에서 이탈리아 오페라의 음악 감독 겸 수석 지휘자로 임명되었고, 막스 마레첵이 그의 조수로 일했다. 그곳에서 그는 베르디의 여러 오페라를 런던 관객들에게 처음으로 선보였다. 그는 제니 린드의 오페라 데뷔와 그 이후 여러 차례 지휘를 맡았다.

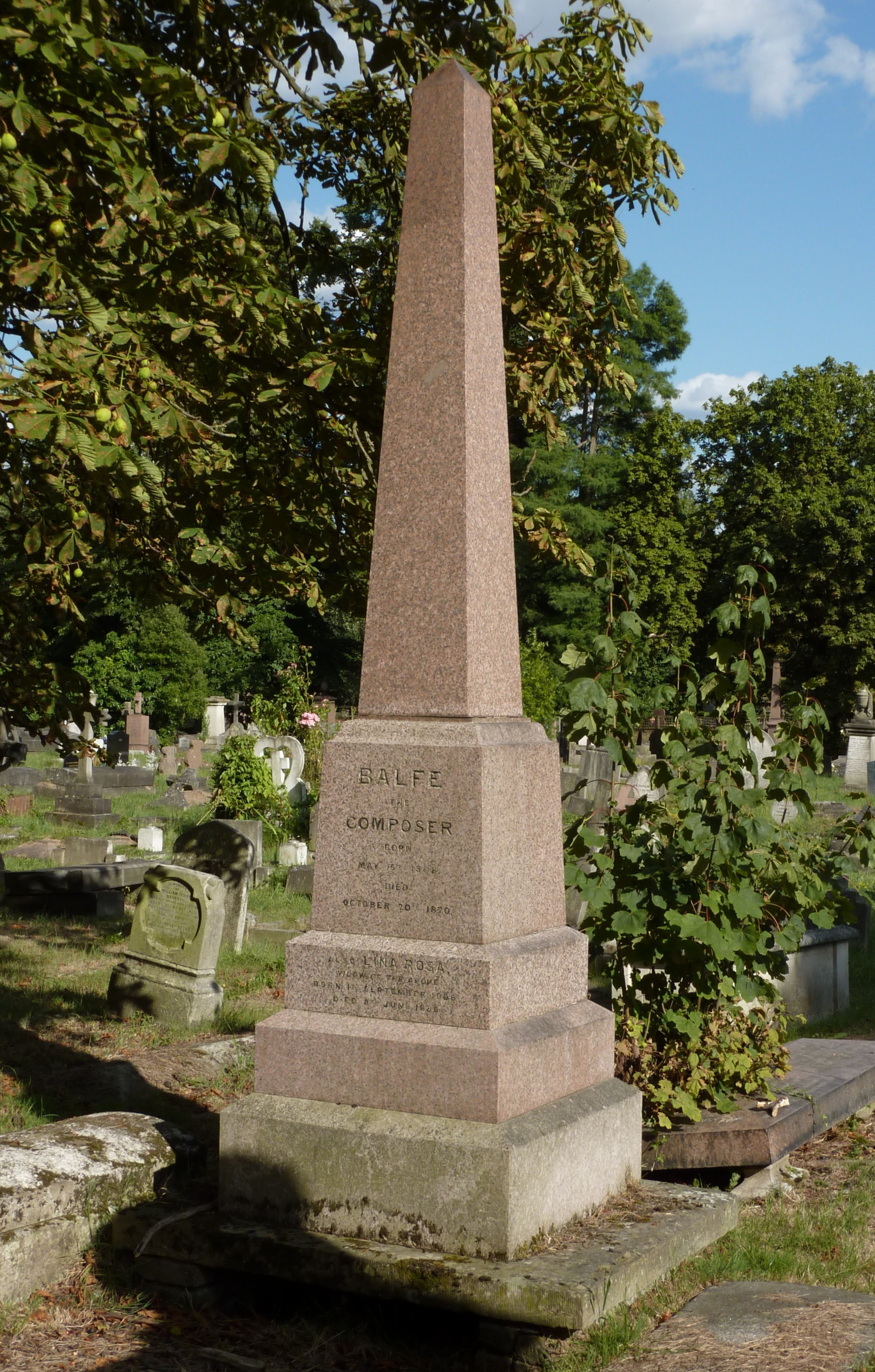
런던 켄설 그린 묘지에 있는 발페의 묘비

1851년, 런던 대박람회를 앞두고 발페는 아홉 명의 여성 가수가 각 나라를 대표하여 부르는 혁신적인 칸타타 《인노 델레 나치오니》를 작곡했다. 그는 《낭트의 갑옷장이》(1863)를 포함한 새로운 영어 오페라를 계속 작곡했으며, "다른 마음을 가질 때", I Dreamt I Dwelt in Marble Halls(보헤미아 소녀에서), "정원으로 와줘, 모드", "킬라니", "엑셀시오르" (롱펠로의 시에 곡을 붙인 것)와 같은 수백 곡의 노래를 썼다. 그가 사망했을 때 거의 완성되었던 그의 마지막 오페라 《표범의 기사》는 이탈리아어로 《탈리스마노》로 상당한 성공을 거두었다.
발페는 1864년 하트퍼드셔주로 은퇴하여 시골 영지를 임차했다. 그는 1870년, 62세의 나이로 웨어 (하트퍼드셔주)의 로니 수도원에 있는 자택에서 사망했으며, 5년 전에 사망한 아일랜드의 동료 작곡가 윌리엄 빈센트 월리스 옆에 런던 켄설 그린 묘지에 묻혔다. 1882년, 웨스트민스터 사원에 그의 초상 메달이 공개되었다. 1912년에 공개된 런던 주 의회 명패는 매릴번의 시모어 스트리트 12번지에 있는 발페를 기념한다.
총 29편 이상의 오페라를 작곡했다. 또한 여러 칸타타(1862년의 마제파 포함)와 교향곡(1829)을 작곡했다. 발페의 가장 주목할 만한 오페라이자 여전히 공연되는 유일한 대규모 작품은 보헤미아 소녀다.

## 주요 작품
오페라, 초연 일시
- 이 라이벌리 디 세 스테시 (A. 알코저), 팔레르모: 테아트로 카롤리노, 1829년 6월 29일
- 젤로시에게 주는 경고 (G. 포파), 파비아: 테아트로 콘도미니, 1831년 5월 11일
- 마르네 계곡의 엔리코 4세 (작자 미상), 밀라노: 테아트로 카르카노, 1833년 2월 19일
- 로셸 공성전 (에드워드 피츠볼), 런던: 드루리 레인 왕립극장, 1835년 10월 29일
  - 오스트리아어 버전: 디 벨라게룽 폰 로셸 (요제프 쿠펠비저), 빈: 테아터 안 데어 빈, 1846년 10월 24일
- 아르투아의 하녀 (앨프레드 번), 런던: 드루리 레인 왕립극장, 1836년 5월 27일
- 캐서린 그레이 (조지 린리), 런던: 드루리 레인 왕립극장, 1837년 5월 27일
- 잔 다르크 (에드워드 피츠볼), 런던: 드루리 레인 왕립극장, 1837년 11월 30일
- 다이아데스테, 또는 베일 쓴 여인 (에드워드 피츠볼), 런던: 드루리 레인 왕립극장, 1838년 5월 17일
- 팔스타프 (만프레도 마기오네), 런던: 폐하의 극장 (이탈리아 오페라), 1838년 7월 19일
- 케오란테 (에드워드 피츠볼), 런던 왕립극장 (영국 오페라 하우스), 1841년 3월 9일
  - 오스트리아어 버전: 케오란테, 또는 꿈의 이미지 (카를 골미크), 빈: 케른트너토어 극장, 1853년 12월 3일
- 사랑의 우물 (외젠 스크리브 및 A. 드 뢰벤), 파리: 오페라 코미크, 1843년 4월 20일
  - 영어 버전: 제럴딘, 또는 연인의 우물, 런던: 프린세스 극장, 1843년 8월 14일
  - 오스트리아어 버전: 데어 리베스브루넨 (요제프 쿠펠비저), 빈: 테아터 안 데어 빈, 1845년 11월 4일
- 보헤미안 걸 (앨프레드 번), 런던: 드루리 레인 왕립극장, 1843년 11월 27일
  - 오스트리아어 버전: 디 치고이너린 (요제프 쿠펠비저), 빈: 테아터 안 데어 빈, 1846년 7월 24일
  - 이탈리아어 버전: 라 징가라 (리카르도 파데르니), 트리에스테: 테아트로 그란데, 1854년 2월 12일;[15]
  - 프랑스어 버전: 라 보헤미엔 (J.H. 베르노이 드 생 조르주), 루앙: 테아트르 데 아르, 1862년 4월 23일, 쥘 마스네 지휘; 개정 버전: 파리: 테아트르 리리크, 1869년 12월 30일
- 레 카트르 피스 에몽 (A. 드 뢰벤 및 L.L. 브런즈윅), 파리: 오페라 코미크, 1844년 7월 15일
  - 영어 버전: 에이몬 성 (G.A. 베켓), 런던: 프린세스 극장, 1844년 11월 20일
  - 오스트리아어 버전: 디 피어 하이몬스키인더 (요제프 쿠펠비저), 빈: 요제프슈타트 극장, 1844년 12월 14일
  - 이탈리아어 버전 (런던용): 이 콰트로 프라텔리 (S.F. 마기오네), 런던: 폐하의 극장 (이탈리아 오페라), 1851년 8월 11일
- 성 마르코의 딸 (앨프레드 번), 런던: 드루리 레인 왕립극장, 1844년 11월 27일
- 마법사 (J.H. 베르노이 드 생 조르주), 런던: 드루리 레인 왕립극장, 1845년 5월 14일
- 세비야의 별 (이폴리트 루카스), 파리: 오페라, 1845년 12월 17일
- 결속된 남자 (앨프레드 번), 런던: 드루리 레인 왕립극장, 1846년 12월 11일
  - 독일어 버전: 데어 물라테 (요한 크리스토프 그륀바움), 베를린: 쾨니히리셰스 샤우슈필하우스, 1850년 1월 25일
- 명예의 하녀 (에드워드 피츠볼), 런던: 드루리 레인 왕립극장, 1847년 12월 20일
- 시칠리아 신부 (J.H. 베르노이 드 생 조르주, A. 번 번역), 런던: 드루리 레인 왕립극장, 1852년 3월 6일
- 악마가 있다 (앨프레드 번), 런던: 서리 극장, 1852년 7월 26일
- 화가와 공작 (F.M. 피아베), 트리에스테: 테아트로 그란데, 1854년 11월 21일
  - 영어 버전: 모로, 안트베르펜의 화가 (윌리엄 알렉산더 바렛), 런던: 폐하의 극장, 1882년 1월 28일
- 카스티야의 장미 (A. 해리스 및 에드먼드 팔코너), 런던: 라이시움 극장, 1857년 10월 29일
- 사타넬라, 또는 사랑의 힘 (A. 해리스 및 에드먼드 팔코너), 런던: 코벤트 가든 왕립 영어 오페라, 1858년 12월 20일
- 브라보의 신부 비앙카 (J. 팔그레이브 심슨), 런던: 코벤트 가든 왕립 영어 오페라, 1860년 12월 6일
- 청교도인의 딸 (J.V. 브리지먼), 런던: 코벤트 가든 왕립 영어 오페라, 1861년 11월 30일
- 낭트의 갑옷장이 (J.V. 브리지먼), 런던: 코벤트 가든 왕립 영어 오페라, 1863년 2월 12일
- 네베르의 블랑슈 (J. 브러햄), 런던: 코벤트 가든 왕립 영어 오페라, 1863년 11월 21일
- 잠자는 여왕 (H.B. 파르니), 런던: 왕립 삽화 갤러리, 1864년 8월 31일
- 탈리스마노 (아서 매시슨, 주세페 자피라 이탈리아어 번역), 런던: 드루리 레인 왕립극장, 1874년 6월 11일

## 음반
발페 작품의 음반은 다음과 같다:
- 《로셸 공성전》, 《성 마르코의 딸》, 《카스티야의 장미》, 《사타넬라》의 LP 음반 (레어 레코디드 에디션).
- 《보헤미안 걸》 리처드 보닝 지휘, 원래 1991년 아르고 레이블에서 발매, 데카 473 077-2로 재발매.
- 데보라 리델과 리처드 보닝, 사랑의 힘, 멜바 Z-MR301082, 발페 아리아 CD.
- 《아르투아의 하녀》, 빅토리아 오페라 노스웨스트 (2005), 카메오 2042-3으로 발매.
- 빅토리아 오페라 노스웨스트, "발페 노래와 아리아", CD, WRW 204-2.
- 오페라 라라 CD: ORR 239에는 발페의 칸타타 《셈프레 펜소소 에 토르비도》가, ORR 277에는 그의 노래 《시든 꽃》이 포함되어 있다.
- 오페라 아일랜드 (2008) 발페의 《팔스타프》 라이브 콘서트, RTÉ 콘서트 오케스트라와 아일랜드 국립 챔버 합창단, 마르코 잠벨리 지휘, RTÉ 리릭 FM 방송 후 나이소스에서 RTÉ 리릭FM CD119로 CD 발매.[3]
- 발페 서곡과 노래 (여러 설리번 곡과 함께), 잊혀진 빅토리아 시대 극장 음악.
- 발페의 첼로 소나타, 더튼 CDLX 7225.
- 사타넬라, 리처드 보닝 지휘, 2016년 나이소스 8.660378-79로 발매.

## 자료
- Barrett, William Alexander. Balfe. His Life & Work (런던: William Reeves, 1882).
- Biddlecombe, George: English Opera from 1834 to 1864 with Particular Reference to the Works of Michael Balfe (뉴욕: Garland Publishing, 1994), ISBN 0-8153-1436-1.
- Burton, Nigel (1998): “Balfe, Michael William” in 스탠리 새디, (편), 《뉴 그로브 오페라 사전》, Vol. One, pp. 286–288. 런던: Macmillan Publishers, Inc. ISBN 0-333-73432-7 ISBN 1-56159-228-5
- Kenney, Charles Lamb: A Memoir of Michael William Balfe (런던: Tinsley Bros., 1875).
- Tyldesley, William. Michael William Balfe. His Life and His English Operas (올더숏 & 벌링턴, 버몬트: Ashgate, 2003), ISBN 0-7546-0558-2.
- Walsh, Basil: Michael W. Balfe. A Unique Victorian Composer (더블린 & 포틀랜드, 오리건: Irish Academic Press, 2008), ISBN 978-0-7165-2947-7.